# Phalanta bellona
Phalanta bellona är en fjärilsart som beskrevs av Francis Gard Howarth 1962. Phalanta bellona ingår i släktet Phalanta och familjen praktfjärilar. Inga underarter finns listade i Catalogue of Life.